# 拾參樂團
拾參樂團，是台灣搖滾樂團，成立於2001年，樂團曲風以爽朗清新的英式搖滾為特色。當中主唱暨團長徐德寰與吉他手徐德宇為兄弟，是樂團創作的靈魂人物。

## 團名由來
1和3連在一塊兒，就變成『Beatles』的第一個字母B。13也是向英搖大團：blur（布勒樂團）的經典專輯「13」致敬而命名的。還有一說是因為他們是基督徒，希望成為跟隨耶穌的第13位門徒⋯。
兄弟倆自小共同興趣在音樂與繪畫上默契十足，自比為梵谷與高更、Beatles(披頭四)的藍儂與麥卡尼，友人們則認為他們更像Oasis(綠洲合唱團)的諾爾與連恩雙兄弟，因為他們常常吵架。

## 成員簡介

### 小寶（徐德寰）
- 主唱兼團長

### 小宇（徐德宇）
- 吉他手

### 君平
- Bass手

### 廖偉棠（廖we）
- 鼓手

### 小咪
- 合成器手

## 發展歷程
《拾叄樂團》主力創作團員小寶、小宇兩兄弟分別來自交通大學應用藝術研究所以及臺北藝術大學美術系，正規與豐富的藝術訓練。對拾叄樂團來說，音樂的創作就跟繪畫一樣，從慢慢拼湊、混沌不明的狀態下，逐漸摸索並呈現出完整輪廓。現已發行五張錄音室專輯、一張單曲。

### 2001年10月，第一張專輯《拾叄》
首張專輯《拾叄》為環球發行，參與成員為小寶、小宇、前源、那尿。但因不適應主流唱片公司製作方式，同時唱片銷售也不如預期，最後離開環球唱片，沉潛五年。

### 2006年4月，單曲《銀太陽》
相隔五年後，推出《銀太陽》EP為典選發行，參與成員為小寶、小宇、君平、前源。「銀太陽」MV是主修視覺傳達(動畫)的主唱小寶的第一支音樂錄影帶作品，也是他向畫家梵谷致敬的一首歌。這支風格特殊的音樂影像作品，讓拾參受到眾多矚目，不但擺脫過去年輕但青澀的印象，確立了屬於他們的風格。

### 2006年12月，第二張專輯《你是王嗎?》
第二張專輯《你是王嗎?》為典選發行，參與成員為小寶、小宇、君平、文碩。樂團完整參與該專輯的製作、企劃，並且自行繪製專輯封面及內頁插畫，專輯的音樂製作獲得極高的評價，入圍2007年第18屆金曲獎最佳樂團提名，以及中華音樂人交流協會年度十大專輯獎項。並於2007年展開整年度的Each 13th, Only 13band live house演出，每個月13日均在這牆音樂藝文展演空間演出。

### 2008年9月，第三張專輯《馬臉水手的夏天》
第三張專輯《馬臉水手的夏天》，參與成員為小寶、小宇、君平、廖we。是一張以奇幻角色馬臉水手的旅程為主軸的概念專輯。兩人將喪父之痛轉化為繽紛的冒險故事紀念父親。其中主角馬臉水手代表小寶小宇兄弟因胰臟癌過世的父親徐博先生，紅姑娘則是母親，在專輯錄製期間，小寶&小宇兩人以三個月的時間創作了巨型作品UTOPIA，是由300張小型油畫所組成的大型拼圖，三百張原版小油畫隨附在限量版專輯中全數售出，創下台灣獨立音樂界嶄新記錄。這張專輯入圍2009年第20屆金曲獎最佳樂團提名，以及榮獲中華音樂人交流協會年度十大專輯獎項。

### 2013年12月，第四張專輯《LUCKY 13》
相隔五年後，發行第四張專輯《LUCKY 13》，參與成員為小寶、小宇、君平、廖we。這是一張挖掘現實的言志之作，在曲風調度上增加更多原創性、實驗性的編曲，頑童般的將音樂恣意拼貼，在曲子間可以「看見」光怪陸離的異國情調、現代復古、民謠元素。在經歷團員陸續當兵，年過30人生關鍵時刻的茫然甚至面臨現實考驗的危機下，五年中面對著省思、壓抑與生存種種的壓力，最終敵不過團員四人間的兄弟情與創作魂的催促，終於完成這張不同與以往風格的概念專輯。
2015年10月28日，貝斯手君平遭遇車禍過世，享年34歲。

### 2020年9月，第五張專輯《光子》
睽違七年後，發行第五張專輯《光子》，參與成員為小寶、小宇、嘟嘟、陳翰及小咪。寰宇兄弟在創作該專輯過程中找吉他手張大麻擔任製作人以使其創作更進化。該專輯可說是樂團送給自己邁向不惑的深夜成人科幻小說，也是向1980年代致敬。

## 音樂作品
| 發行日期   | 專輯名稱           | 曲目 | 出版公司 |
| ---------- | ------------------ | --- | -------- |
| 2001年10月 | 《拾參》           | 1.為什麼 2.三隻貓一隻狗 3.藍色天花板 4.Motorcycle 5.嘎茲蕾蒂 6.天堂娜娜 7.Help 8.飄 9.看不見 10.你說怎麼辦 11.為什麼(Private Version)                                 | 環球唱片 |
| 2006年4月  | 《銀太陽》         | 1.銀太陽((獻給文生梵谷)) 2.It's a Shame！ 3.別哭 | 典選音樂 |
| 2006年12月 | 《你是王嗎？》     | 1.I'm A Liar 2.Free Now 3.九號夢 4.銀太陽 5.無法克制 6.灰燈籠 7.神秘海 8.火燒頭 9.月亮和梯子 10.伊甸園 11.I'm A Shame(Remix)                                          | 典選音樂 |
| 2008年9月  | 《馬臉水手的夏天》 | 1.舞與倫比 2.馬臉水手的夏天 3.幸福天堂 4.輕輕的說 5.紅姑娘(上) 6.UTOPIA 7.We Don't Know 8.Dancin' Girl 9.海岸線(對白) 10.風車巨人 11.別說再見 12.紅姑娘(下)           | 典選音樂 |
| 2013年12月 | 《LUCKY 13》       | 1.落日大盜 2.午夜馬戲班 3.跳著舞流浪 4.走鋼索的男孩 5.扶桑花女孩 6.賭徒霸子哥 7.憂鬱山丘 8.莎菈新娘 9.砍殺諾颶風 10.Lucky13 11.上行者之歌 12.想念的重量 13.傻瓜的轉角 | 三川娛樂 |
| 2020年9月  | 《光子》           | 1.賊謎三角 2.數位藍莓 3.瓦估 4.浪潮 5.Solo Dance 6.共和軍砲艇（上） 7.Turbo Baby 8.陽帆 9.恆星托兒所 10.共和軍砲艇（下） 11.光子                                      | 種子音樂 |

## 獎項
2007/
＊入圍第十八屆金曲獎最佳樂團獎
＊榮獲中華音樂人交流協會2006年度十大專輯獎
2009/
＊入圍第二十屆金曲獎最佳樂團獎
＊榮獲中華音樂人交流協會2008年度十大專輯獎

## 外部連結
FB粉絲專頁 （页面存档备份，存于）
Intagram
微博
Youtube （页面存档备份，存于）
IndieVox
Flickr Group （页面存档备份，存于）
台大的BBS站「批踢踢實業坊」Thirteen板